# Годеану (Обаршија-Клошани)
Годеану (рум. Godeanu) насеље је у Румунији у округу Мехединци у општини Обаршија-Клошани. Oпштина се налази на надморској висини од 647 m.

## Становништво
Према подацима из 2002. године у насељу је живело 219 становника, од којих су сви румунске националности.